# Cash TV
Cash TV est une ancienne chaîne de télévision basée sur les services de jeux interactifs de style casino ayant émis entre 2004 et 2014.

## Historique de la chaîne
Cash TV est née en décembre 2004 sur Canalsat. Cette chaîne diffuse des jeux interactifs de style casino. En mai 2006,  le contenu s'est étoffé en proposant, en plus de la chaîne interactive (Canal 246 de Canalsat), des programmes live sur le canal 58 de Canalsat et sur les bouquets de Télévision par ADSL, de Free (Canal 196) et Numericable.
Le concept style « Bloomberg TV » (tiers d'écran pour l'émission et le reste pour les jeux et informations) ne n'est opératif que dans les jeux de machines à sous. Les autres jeux proposent en alternance des phases de jeu et d'animation (explication des règles, rappel des gains, etc.).
La chaîne a définitivement cessé la diffusion de ses programmes le 19 mars 2014 à cause de la loi sur la consommation. Malgré cela, les comptes sont restés accessibles aux joueurs jusqu'en septembre 2014.

## Programmes
Cash TV diffuse uniquement des jeux interactifs de style casino. Les passages avec les animateurs de 1 h 30 à 23 h 35 étaient pré-enregistrés, tandis que les phases de jeu étaient en direct.

### Émissions
- Virtual Poker :  Un poker virtuel est organisé. Présenté par Lise Kerverdo.

- La Boule : Jeu permettant de multiplier sa mise par deux en choisissant entre la couleur rouge ou noir et par huit en choisissant un chiffre entre 1 et 9. Présenté par Karin Lima.

- 3D : Ce jeu se joue comme son nom l'indique avec 3 dés. Le but est de parier de plusieurs façons possibles sur les résultats des trois dés. Présenté par Célyne Durand.

## Principe de participation
Les téléspectateurs pouvaient jouer sans inscription préalable en appelant directement par téléphone.
Lors de la première participation, les joueurs recevaient automatiquement un capital de jetons de départ qu'ils pouvaient faire fructifier puis échanger contre des cadeaux ou de l'argent (1 jeton revient à 0,50 €).
Il n'y a pas de présélection comme dans les émissions de Call-TV (télé-tirelire), tous les joueurs qui appelaient étaient sûrs de jouer.
Pour toucher leurs gains, les joueurs devaient s'inscrire et être majeurs (s'ils voulaient gagner de l'argent uniquement, sinon les jeux étaient autorisés aux mineurs mais ceux-ci n'avaient le droit de gagner de l'argent qu'avec l'accord de leurs parents.).

## Animateurs
- Évelyne Leclercq
- Karine Lima
- Yvan Ratiarivelo (C Sport)
- Jacques Pary (Tournez, Gagnez !)
- Virginie Daviaud (Virtual Poker + Bande Promo)
- Cindy Fabre (Cash Diamonds + Pharaons + Las Vegas)
- Tiffanie Jamesse (Virtual Blackjack)
- Marie Inbona (La Boule)
- Lise Kerverdo (Maxi Roulette)

## Slogan
- Décembre 2004 - 19 mars 2014 : « La chaîne du JEU »